# PC Tools
 PC Tools va ser un programari d'utilitats venut per Central Point Software, inicialment com a gestor de fitxers per a l'Apple II, encara que més tard arribaria a ser molt popular dins l'entorn de MS DOS.
PC Tools va sortir, al juny de 1981, per a l'Apple II amb el nom "Copy II plus" com emulació del gestor de fitxers que venia de fàbrica amb l'Apple ///, que havia trencat els motlles establerts en treure's del magí la idea de partir la pantalla en dues meitats, "directori origen" / "directori destí".
Les característiques del PC Tools van evolucionar al llarg de la seva vida. La primera versió 1.0 per a MS DOS (1986) només permetia copiar, moure, esborrar, analitzar fitxers, però era especialment interessant per a recuperar fitxers esborrats.
Una de les últimes versions (la 7.0) incorporava un antivirus, una eina de còpia de seguretat, un editor de discos, una eina de xifrat, un petit gestor de base de dades.
El 1994, Central Point Software va ser comprat per la companyia Symantec, que comercialitzava el seu famós rival Norton Utilities fet que propiciaria que PC Tools acabés caient al forat de l'oblit de la Història dels Computadors.

## Gestors de doble panell
- Pc Tools (Central Point Software) per l'Apple II i després per a MS-DOS
- Norton Commander (Symantec), primer per a MS-DOS i després per a Windows.[2]
- Total Commander, clon de Norton Commander per a Windows.[3]
- Double Commander, clon de codi obert del TC, per a Windows, Mac OSX i Linux.
- Krusader sota KDE
- Midnight Commander o mc per a la línia d'ordres de Linux.